# Macelleria Mobile di Mezzanotte
Macelleria Mobile di Mezzanotte ist eine 2001 gegründete Post-Industrial- und Dark-Jazz-Band.

## Geschichte
Seit 2001 unterhält Adriano Vincenti das nach der Novelle Der Mitternachts-Fleischzug von Clive Barker benannte Projekt Macelleria Mobile di Mezzanotte. Das anfängliche Post-Industrial-Soloprojekt wurde über den Aktivitätszeitraum und mit zunehmender Veränderung des Stils von ihm zur Band ausgebaut. Veröffentlichungen erschienen über Unternehmen wie Hau Ruck! SPQR, Old Europa Café, Subsound Records und das von Vincenti geführte Signora Ward Records. Besondere Aufmerksamkeit erlangte die Gruppe mit Alben, die sich am Dark Jazz orientierten.
Das Projekt war von Anfangs an vom Underground der italienischen Noise-Szene inspiriert, insbesondere von dem Projekt Atrax Morgue, mit dem Vincenti befreundet war. Das Debüt Profilo Ottimal Delle Ferite wurde zur Kultveröffentlichung. Indes trat Vincenti mit Macelleria Mobile di Mezzanotte in Rom in Kellern und kleinen Lokalitäten vor Neofolk-Anhängern, „ein paar erschöpften Ravern und Metalheads“ auf. Im Jahr 2004 zum Zeitpunkt des zweiten Albums Black Rubber Exotica lernte Vincenti Lorenzo Macinanti kennen, der alsbald Teil des Projektes wurde. Bereits zuvor, bei den ersten Konzerten, entschied er sich mit weiteren Musikern zu agieren. Darunter kooperierte er mit dem Trompeter Flavio Rivabella der jedoch nie Teil von Macelleria Mobile di Mezzanotte wurde. Zwischen 2006 und 2008 spielte das Projekt mehrere Konzerte in Italien und Europa, bevor es anschließend länger pausierte. Im Jahr 2011 reformierte Vincenti Macelleria Mobile di Mezzanotte um eine weitere Veröffentlichung einzuspielen. Hard Boiled Night Club erschien 2012 über Old Europa Café und griff Ideen früherer Veröffentlichungen auf. In dieser Phase traf die Band auf den Saxophonisten Pierluigi Ferro, der laut Macinanti der Gruppe half, ein neues Gleichgewicht zu finden. Es folgte die Einbindung von Riccardo Chiaretti, was die Gruppe nachfolgend komplettierte. Eine dauerhafte Einbindung von Gitarristen und Schlagzeugern blieb hingegen aus.

## Stil
Vincenti gründete Macelleria Mobile di Mezzanotte als Projekt mit einer musikalischen Ausrichtung zwischen Power Electronics und Post-Industrial. Mit der Veröffentlichung von Black Lake Confidence 2013 variierte er den Stil und orientierte sich fortan verstärkt an Dark Ambient und Dark Jazz. Der nachkommende Klang wird als „räudiger Dark Jazz mit Ambient-, Doom- und Noise-Zitaten“ besprochen. Konstant blieb die konzeptionelle Orientierung am BDSM, die sich lyrisch und visuell in der Tonträgergestaltung niederschlug.
Anfangs „mit nosigen Soundkollagen und wenig subtilen Zitaten aus der Film- und Jazzgeschichte“ gestaltet entwickelte Macelleria Mobile di Mezzanotte den als eigenständig und sich von Vergleichsgrößen abhebenden Stil des als „elaboriertere Hörspielversion des sogenannten Dark- oder Doomjazz“ beurteilt wird.
Dabei ging die Band von den einstigen Sampling-Collagen dazu über ihre Musik analog mit einem mit Besen gespielten Schlagzeug, E-Bass und -Gitarre, Saxophon, Flügel und Marimba einzuspielen. Laut Macinanti wird die Musik der Gruppe mit jener von Bohren & der Club of Gore, The Kilimanjaro Darkjazz Ensemble und Dale Cooper Quartet & the Dictaphones assoziiert, beeinflusst sei sie jedoch nicht von diesen Vergleichsgrößen. Neben Industrial- und Noise seien John Zorn und Miles Davis sowie Horrorfilme, von unter anderem Fulci und Cronenberg, prägend für die stilistische Entwicklung gewesen. Besondere Verbundenheit formulierte er hinzukommend zum Werk von Nicolas Winding Refn.

## Diskografie (Auswahl)
Alben
- 2002: Marco Bergamo (Spatter)
- 2002: Profilo Ottimale Delle Ferite (Old Europa Café)
- 2004: Black Rubber Exotica (Old Europa Café)
- 2006: La Dolce Vita (Butcher’s House Prod./Musica Di Un Certo Livello/Cold Current Productions)
- 2012: Hard Boiled Night (Old Europa Café)
- 2013: Black Lake Confidence (Trips und Träume)
- 2013: Gli Anni del Sangue (Hau Ruck! SPQR)
- 2014: Nylon Crimes (Old Europa Café)
- 2015: Funeral Jazz (Subsound Records/Signora Wards Records)
- 2017: Hiver Noir (Subsound Records/Signora Wards Records)
- 2019: Noir Jazz Femdom (Subsound Records/Signora Wards Records)
- 2021: A Date With (Signora Wards Records)
- 2022:This Savaging Disaster (Subsound Records)

Split-Veröffentlichungen
- 2001: Compagni di Sangue (Mit Cronaca Nera, Butcher’s House Prod.)
- 2004: Skin and Bones/Sulla Collina dei Suicidi (Mit Wertham, Old Europa Café)
- 2007: L’Ultimo Vero Bacio (Mit Profile, Old Europa Café)
- 2007: Nudi a Metà (Mit Der Bekannte Post Industrielle Trompeter, FinalMuzik)
- 2014: Live Ligera Milano (Mit Paolo Bandera, SoundScape)
- 2014: True (Mit Le Cose Bianche, Custom Body Records)
- 2021: Blues and Doped Flowers from Twenty Three Years After Eschaton (Mit Sigillum S, Subsound Records)